# Autochloris vetusta
Autochloris vetusta är en fjärilsart som beskrevs av Hans Zerny 1931. Autochloris vetusta ingår i släktet Autochloris och familjen björnspinnare. Inga underarter finns listade i Catalogue of Life.